# Gavin Astor, II barone Astor
Gavin Astor, II barone Astor (1º giugno 1918 – Tarland, 28 giugno 1984) è stato un ufficiale e editore inglese, e membro della famiglia Astor.

## Biografia
Astor era il figlio maggiore di John Jacob Astor, I barone Astor, e di sua moglie, Lady Violet Elliot-Murray-Kynynmound. Aveva due fratellastri: Mary e George, nati dal precedente matrimonio della madre con Lord Charles Petty-Fitzmaurice.

## Carriera
Frequentò l'Eton College e il New College, prima di entrare nelle Lifeguard, dove ha raggiunto il grado di capitano.
Fu presidente della Times Publishing Company e della Times Newspapers Ltd. È stato nominato sceriffo del Sussex nel 1955.
Ha ereditato la baronia e Castello di Hever, alla morte del padre nel 1971.
Nel 1955 ha fondato la Astor of Hever Trust, un ente di beneficenza volta a raccogliere le donazioni per le arti, la medicina, la religione, l'educazione, la conservazione, la gioventù e lo sport.

## Matrimonio
Sposò, il 4 ottobre 1945, Lady Irene Haig (1919-2001), figlia del feldmaresciallo Douglas Haig, I conte Haig. Ebbero cinque figli:
- John Astor, III barone Astor (16 giugno 1946)[5];
- Bridget Mary Astor (16 febbraio 1948), sposò in prime nozze il conte Arthur Tarnowski, ebbero due figli, e in seconde nozze Geofrey Richard Smith, ebbero una figlia;
- Elizabeth Louise Astor (1º marzo 1951), sposò in prime nozze David Herring, ebbero due figli, e in seconde nozze David Joseph Ward, non ebbero figli;
- Sarah Viola Astor (30 settembre 1953), sposò George Edward Lopes, ebbero tre figli;
- Philip Douglas Paul Astor (4 aprile 1959).

## Morte
Morì di cancro il 28 giugno 1984, nella sua casa nei pressi di Tarland, in Scozia.

## Ascendenza
|                                                     |                                                      |                                                     | Genitori                      |  |  | Nonni |  |  | Bisnonni             |  |  | Trisnonni               |  |
|                                                     |                                                      |                                                     |                               |  |  |       |  |  | John Jacob Astor III |  |  | William Backhouse Astor |  |
|                                                     |                                                      |                                                     |                               |  |  |       |  |  | John Jacob Astor III |  |  | William Backhouse Astor |  |
|                                                     |                                                      | Margaret Rebecca Armstrong                          |                               |  |  |       |  |  | John Jacob Astor III |  |  |                         |  |
| William Astor, I visconte Astor                     |                                                      |                                                     |                               |  |  |       |  |  | John Jacob Astor III |  |  |                         |  |
|                                                     |                                                      | Charlotte Augusta Gibbes                            | Thomas Stanyarne Gibbes       |  |  |       |  |  |                      |  |  |                         |  |
|                                                     |                                                      | Charlotte Augusta Gibbes                            | Thomas Stanyarne Gibbes       |  |  |       |  |  |                      |  |  |                         |  |
|                                                     |                                                      | Charlotte Augusta Gibbes                            | Susan Annette Vanden Heuvel   |  |  |       |  |  |                      |  |  |                         |  |
| John Jacob Astor, I barone Astor                    |                                                      | Charlotte Augusta Gibbes                            |                               |  |  |       |  |  |                      |  |  |                         |  |
|                                                     |                                                      | James William Paul                                  | James Paul                    |  |  |       |  |  |                      |  |  |                         |  |
|                                                     |                                                      | James William Paul                                  | James Paul                    |  |  |       |  |  |                      |  |  |                         |  |
|                                                     |                                                      | James William Paul                                  | Elizabeth Rodman              |  |  |       |  |  |                      |  |  |                         |  |
| Mary Dahlgren Paul                                  |                                                      | James William Paul                                  |                               |  |  |       |  |  |                      |  |  |                         |  |
|                                                     |                                                      | Hannah Clement Bunker                               | Nathan Bunker                 |  |  |       |  |  |                      |  |  |                         |  |
|                                                     |                                                      | Hannah Clement Bunker                               | Nathan Bunker                 |  |  |       |  |  |                      |  |  |                         |  |
|                                                     |                                                      | Hannah Clement Bunker                               | Elizabeth Thorne Clement      |  |  |       |  |  |                      |  |  |                         |  |
| Gavin Astor, II barone Astor                        |                                                      | Hannah Clement Bunker                               |                               |  |  |       |  |  |                      |  |  |                         |  |
|                                                     | William Elliot-Murray-Kynynmound, III conte di Minto | Gilbert Elliot-Murray-Kynynmound, II conte di Minto |                               |  |  |       |  |  |                      |  |  |                         |  |
|                                                     | William Elliot-Murray-Kynynmound, III conte di Minto | Gilbert Elliot-Murray-Kynynmound, II conte di Minto |                               |  |  |       |  |  |                      |  |  |                         |  |
|                                                     | William Elliot-Murray-Kynynmound, III conte di Minto | Mary Brydone                                        |                               |  |  |       |  |  |                      |  |  |                         |  |
| Gilbert Elliot-Murray-Kynynmound, IV conte di Minto | William Elliot-Murray-Kynynmound, III conte di Minto |                                                     |                               |  |  |       |  |  |                      |  |  |                         |  |
|                                                     |                                                      | Emma Hislop                                         | Thomas Hislop, I baronetto    |  |  |       |  |  |                      |  |  |                         |  |
|                                                     |                                                      | Emma Hislop                                         | Thomas Hislop, I baronetto    |  |  |       |  |  |                      |  |  |                         |  |
|                                                     |                                                      | Emma Hislop                                         | Emma Elliot                   |  |  |       |  |  |                      |  |  |                         |  |
| Violet Elliot-Murray-Kynynmound                     |                                                      | Emma Hislop                                         |                               |  |  |       |  |  |                      |  |  |                         |  |
|                                                     |                                                      | Charles Grey                                        | Charles Grey, II conte Grey   |  |  |       |  |  |                      |  |  |                         |  |
|                                                     |                                                      | Charles Grey                                        | Charles Grey, II conte Grey   |  |  |       |  |  |                      |  |  |                         |  |
|                                                     |                                                      | Charles Grey                                        | Mary Elizabeth Ponsonby       |  |  |       |  |  |                      |  |  |                         |  |
| Mary Caroline Grey                                  |                                                      | Charles Grey                                        |                               |  |  |       |  |  |                      |  |  |                         |  |
|                                                     |                                                      | Caroline Eliza Farquhar                             | Thomas Farquhar, II baronetto |  |  |       |  |  |                      |  |  |                         |  |
|                                                     |                                                      | Caroline Eliza Farquhar                             | Thomas Farquhar, II baronetto |  |  |       |  |  |                      |  |  |                         |  |
|                                                     |                                                      | Caroline Eliza Farquhar                             | Sybella Martha Rockcliffe     |  |  |       |  |  |                      |  |  |                         |  |
|                                                     |                                                      | Caroline Eliza Farquhar                             |                               |  |  |       |  |  |                      |  |  |                         |  |